# Miguel Silva Júnior
Miguel Duarte da Silva Júnior (Itanhaém, 20 de dezembro de 1948) é um ciclista olímpico brasileiro, hoje aposentado.
Interessou-se pelo ciclismo por influência do irmão, que pedalava. Transferiu-se para São Bernardo do Campo (SP) aos 16 anos, quando integrou a equipe da Caloi.
Miguel representou o Brasil nos Jogos Olímpicos de Verão de 1972 em Munique, no evento individual de corrida em estrada.